# Saas-Grund
Saas-Grund (do 31 grudnia 2006 Saas Grund) – miejscowość i gmina (Politische Gemeinde) w południowej Szwajcarii, w kantonie Valais, w okręgu (Bezirk) Visp. Leży nad rzeką Saaservispa.

## Demografia
W Saas-Grund mieszka 999 osób. W 2021 roku 13,5% populacji gminy stanowiły osoby urodzone poza Szwajcarią. 

## Transport
Przez teren gminy przebiega droga główna nr 212. 